# Hans Pauer
Hans Pauer (* 6. Juni 1904 in Trautenau; † 25. Mai 1989 in Wien) war ein österreichischer Archivar und Bibliothekar.

## Leben
Hans Pauer stammte aus dem Königreich Böhmen. Nach dem Schulbesuch ging er an die Universität Wien, wo er Deutsche Sprache und Literatur sowie Kunstgeschichte und Theaterwissenschaft studierte. Dort promovierte er auch im Jahre 1927 zum Dr. phil. Seine Bemühungen, eine Beamtenstelle im österreichischen Staatsdienst zu erhalten, missglückten. So war er zunächst als Prokurist der PAN-Filmgesellschaft tätig.
1932 nahm Hans Pauer ein Volontariat in der Österreichischen Lichtbild- und Filmstelle (ÖLFD) in Wien auf und nach vier Jahren erhielt er dort eine Anstellung. Im August 1939 wurde die ÖLF Teil der Deutschen Nationalbibliothek. Hans Pauer übernahm die Direktion des neuen Bildarchivs und nach dem Ende des Zweiten Weltkrieges im Jahre 1947 auch die Porträtsammlung der Österreichischen Nationalbibliothek. Mit 65 Jahren ging er 1969 in den Ruhestand.
Sein Arbeits- und Forschungsschwerpunkt war die Bilddokumentation im Bereich der Kulturgeschichte und Ikonographie. Darüber legte er mehrere Veröffentlichungen vor.

## Werke (Auswahl)
- Das Bildarchiv der Österreichischen Nationalbibliothek, Wien, Gallus-Verlag, 1947.
- Ein Staatsarchiv der Photographie, 1948.
- August Prinzhofer. Ein österreichischer Porträtlithograph. Lebensbild des Künstlers mit einem Katalog seiner lithographischen Werke von Gottfried Ritterhausen [...], 1962.
- Bildkunde und Geschichtswissenschaft. In: MIÖG 71 (1963), S. 194ff.
- Kaiser Franz Joseph I. Beiträge zur Bild-Dokumentation seines Lebens. Auszugsweise zusammengestellt aus den Beständen der Porträtsammlung und des Bildarchivs der Österreichischen Nationalbibliothek, Wien, München, 1966.
- Länder und Menschen von der Jahrhundertwende. Eine Dokumentation Alt-Österreichs. Erstausstellung von Originalarbeiten zeitgenössischer Künstler, 9. Mai – 20. Sept. 1969, Wien, 1969.

## Ehrungen
- Verleihung des Titels wirklicher Hofrat.
- Träger des Großen Ehrenzeichens für Verdienste um die Republik Österreich